# Rudolph Aloysius Gerken
Rudolph Aloysius Gerken (* 7. März 1887 in Dyersville, Iowa, USA; † 2. März 1943 in Santa Fe, New Mexico) war Erzbischof von Santa Fe.

## Leben
Rudolph Aloysius Gerken empfing am 10. Juni 1917 durch den Bischof von Dallas, Joseph Patrick Lynch, das Sakrament der Priesterweihe.
Am 25. August 1926 ernannte ihn Papst Pius XI. zum Bischof von Amarillo. Der Bischof von Dallas, Joseph Patrick Lynch, spendete ihm am 26. April 1927 in der Cathedral of the Sacred Heart in Houston die Bischofsweihe; Mitkonsekratoren waren der Bischof von Galveston, Christopher Edward Byrne, und der Bischof von Oklahoma, Francis Clement Kelley. Die Amtseinführung erfolgte am 28. April desselben Jahres.
Am 2. Juni 1933 ernannte ihn Pius XI. zum Erzbischof von Santa Fe.